# Сасько Олександр Вікторович
Олександр Вікторович Сасько  (нар. 28 серпня 1955) — український військовик, полковник у відставці, громадський діяч. Голова  Всеукраїнської громадської організації  «Спілка офіцерів України» (з 24.11.2018 - до т.ч.). 

## Життєпис
Народився 28 серпня 1955 року. Трудову діяльність розпочав у 1972 році, спочатку учнем токаря, а потім токарем на Черкаському машинобудівному заводі. У 1973 році був призваний на строкову військову службу до Збройних Сил колишнього СРСР, яку проходив у мотострілецьких полках 48 навчальної танкової дивізії в селищі Десні на Чернігівщині та 17 танкової дивізії у Кривому Розі.
У 1978 році закінчив навчання у Донецькому вищому військово-політичному училищі інженерних військ і військ зв’язку з дипломом з відзнакою, а в 1993 році – Гуманітарну академію Збройних Сил України, диплом з відзнакою та золотою медаллю, кваліфікація – «соціальний працівник».
У 1991-2005 роках — проходив військову службу у Збройних Силах України на посадах заступника командира роти, батальйону, дивізіону з політичної частини, заступника командира бригади-начальника соціально-психологічної служби, заступника начальника та начальника управління військово-соціальної роботи Головного управління виховної роботи Міністерства оборони України, заступника начальника кафедри суспільно-гуманітарних наук Національної академії оборони України, заступника директора Департаменту гуманітарного, соціального розвитку та інформаційної політики Міноборони.
З червня 2006 до лютого 2015 року — працював у Секретаріаті Уповноваженого Верховної Ради України з прав людини на посадах завідуючого відділом захисту прав військовослужбовців, ветеранів та інвалідів (2006-2012) та завідуючого сектору з питань демократичного цивільного контролю над Воєнною організацією та правоохоронними органами (2012-2015).
Станом на 2016 рік — Радник Міністра оборони України з питань соціальної і гуманітарної політики, член Правління Міжнародного фонду соціальної адаптації (МФСА).
Брав безпосередню участь у розробці законопроєктів та проєктів інших нормативно-правових актів у сфері національної безпеки і оборони України, демократичного цивільного контролю над Воєнною організацією та правоохоронними органами, соціальної політики стосовно військовослужбовців, ветеранів та членів їхніх сімей. Організовував розробку завдань та проведення соціальних досліджень, створення системи моніторингу соціальних процесів у секторі безпеки України.
Брав участь і був керівником групи упорядників при виданні 8 посібників, порадників і збірників документів з питань соціального і правового захисту військовослужбовців, соціальної адаптації звільнених з військової служби, цивільного контролю над Воєнною організацією.
Військовий пенсіонер з 2005 року. Загальний стаж військової служби і роботи складає близько 50 років.

## Громадська діяльність
З грудня 2016 року — заступник голови Громадської ради при Державній службі у справах ветеранів у сфері  соціального захисту ветеранів війни та учасників антитерористичної операції (АТО).
З липня 2017 року — голова одного з комітетів Громадської Ради при Міністерстві оборони України.
З листопада 2016 року — перший заступник Голови Всеукраїнської громадської організації «Спілка офіцерів України».
З 24 листопада 2018 року — Голова Всеукраїнської громадської організації «Спілка офіцерів України».
24 липня 2021 року — рішенням 26 З’їзду Всеукраїнської громадської організації «Спілка офіцерів України» був переобраний Головою спілки на наступний термін.

## Нагороди
Нагороджений низкою державних та відомчих нагород.